# Bossonnens
Bossonnens is een gemeente en plaats in het Zwitserse kanton Fribourg, en maakt deel uit van het district Veveyse.
Bossonnens telt 1.483 inwoners.